# Teologie apofatică
Teologia apofatică (din greacă veche ἀπόφασις prin ἀπόφημι apophēmi, care înseamnă „a nega”), cunoscută, de asemenea, ca teologie negativă, via negativa sau via negationis (latină pentru „negativ” sau „prin negare”), este un tip de gândire teologică care încearcă să-l descrie pe Dumnezeu, Binele Divin, prin negație, adică vorbind doar despre ceea nu se poate spune despre bunătatea perfectă care este Dumnezeu. Ea se află în contrast cu teologia catafatică.
În tradiția ortodoxă teologia apofatică nu este înțeleasă ca via negativa (considerată tot un concept intelectual care neagă ceva ce s-a afirmat), ci este o experiență directă ce recurge doar pentru exprimare la teologia negativă, în esență ele fiind diferite. Prin urmare cele două căi de cunoaștere, apofatică și catafatică, „nu se contrazic, nici nu se exclud, ci se completează”.
Tradiția apofatică este adesea, deși nu întotdeauna, asociată cu abordarea misticismului, care se concentrează pe experiența individuală cultivată sau spontană a realității divine dincolo de limitele percepției obișnuite, o experiență de multe ori mediată de structurile religiei organizate tradiționale.

## Creștinism

### Descrierea apofatică a lui Dumnezeu
Printre exemplele de teologie apofatică se află apariția lui Dumnezeu în fața lui Moise ca un rug aprins; Numele lui Dumnezeu (יהוה); și teofania la care a fost martor profetul Ilie, în care Dumnezeu se relevă pe Sine printr-o „adiere de vânt lin” (Cartea a treia a Regilor 19:11–13). Referirea Sf. Pavel la „Dumnezeu Necunoscut” (Faptele Apostolilor 17:23) este considerată uneori ca o declarație apofatică.
În teologia negativă este acceptat faptul că experiența divinului este inefabilă, o experiență a sfințeniei care poate fi recunoscută sau amintită într-un mod abstract. Aceasta înseamnă că ființele umane nu pot descrie în cuvinte esența binelui perfect, care este unică pentru individ, nici nu pot defini divinul în imensa sa complexitate, referindu-se la întregul domeniu al realității. Ca urmare, toate descrierile încercate vor fi în cele din urmă false, iar conceptualizarea ar trebui evitată. Astfel, experiența divină scapă definiției prin definiție:
- Nici existența, nici inexistența așa cum sunt înțelese în lumea fizică nu i se aplică lui Dumnezeu; adică, divinul este un termen abstract pentru individ, dincolo de existență sau inexistență și dincolo de conceptualizarea cu privire la întreg (nu se poate spune că Dumnezeu există, în sensul obișnuit al termenului; de asemenea, nici nu se poate spune că Dumnezeu nu există).
- Dumnezeu este simplu din punct de vedere divin (nu ar trebui să se afirme că Dumnezeu este unul, sau trei, sau orice tip de ființă.)
- Dumnezeu nu este ignorant (nu ar trebui să se spună că Dumnezeu este înțelept, deoarece acest cuvânt implică în mod arogant că știm ce înseamnă „înțelepciune” înseamnă, pe o scară divină, întrucât știm doar ce înțelepciune este considerat a însemna într-un spațiu închis context cultural).
- De asemenea, Dumnezeu nu este rău (a spune că Dumnezeu este bun îl limitează pe Dumnezeu la ceea ce înseamnă bun în comportamentul ființelor umane, individual și în masă).
- Dumnezeu nu este o creație (ci dincolo de ceea ce putem defini ca existență a lui Dumnezeu sau ca relație a sa cu întreaga umanitate).
- Dumnezeu nu este din punct de vedere conceptual definit în termeni de spațiu și de locație.
- Dumnezeu nu este din punct de vedere conceptual limitat la ipoteze bazate pe timp.

### Creștinismul timpuriu
Teologia negativă a jucat un rol important în istoria creștinismului, de exemplu, în lucrările lui Clement al Alexandriei. 
Părinții Capadocieni ai secolului al IV-lea și-au declarat credința în existența lui Dumnezeu, dar o existență desosebită de orice altceva: tot ceea ce există a fost creat, dar Creatorul transcende această existență. Esența lui Dumnezeu este complet necunoscută; omenirea îl poate cunoaște pe Dumnezeu numai prin energiile sale.
Teologia apofatică și-a găsit exprimarea cea mai influentă în lucrările unor teologi precum Pseudo-Dionisie Areopagitul și Maxim Mărturisitorul; Augustin de Hipona l-a definit pe Dumnezeu aliud, aliud valde, adică „altul, complet altul”, în Confesiuni 7.10.16; în Summa Theologiae, Toma de Aquino îl citează pe Pseudo-Dionisie de 1.760 de ori.

### Creștinismul occidental
Teologia negativă are un loc important în tradiția creștină apuseană, deși este cu siguranță mai mult decât un contra-curent față de tradițiile catafatice sau predominant pozitive ale creștinismului occidental. 

Teologul din secolul al IX-lea Ioan Scotus Eurigena a scris: 
„Noi nu știm ce este Dumnezeu. Dumnezeu Însuși nu știe ce este El, pentru că El nu este ceva [adică „nu-i un lucru creat”]. Literalmente Dumnezeu nu este, pentru că El transcende ființa.”
Când el spune că „nu este ceva” și „Dumnezeu nu este”, nu înseamnă că Scotus afirmă că nu există Dumnezeu, ci că despre Dumnezeu nu se poate spune că există în modul în care creația există, adică este subliniat faptul că Dumnezeu nu este creat, ci că este „altceva”.

### Secolul al XX-lea
C. S. Lewis, în cartea Miracles, pledează pentru utilizarea teologiei negative atunci când ne gândim în primul rând la Dumnezeu pentru a ne purifica mintea de idei preconcepute. El afirmă că trebuie să ne umplem mintea cu adevărul despre Dumnezeu, nealterat de mitologie, de analogii nepotrivite sau de imagini false.
Karen Armstrong, în cartea The Case for God (2009), observă o regăsire a teologiei apofatice în teologia postmodernă.
Ivan Illich, istoric și critic social, poate fi considerat un teolog apofatic, potrivit vechiului său colaborator, Lee Hoinacki, într-un articol scris în memoria lui Illich, intitulat „Why Philia?”